# 宮島沼

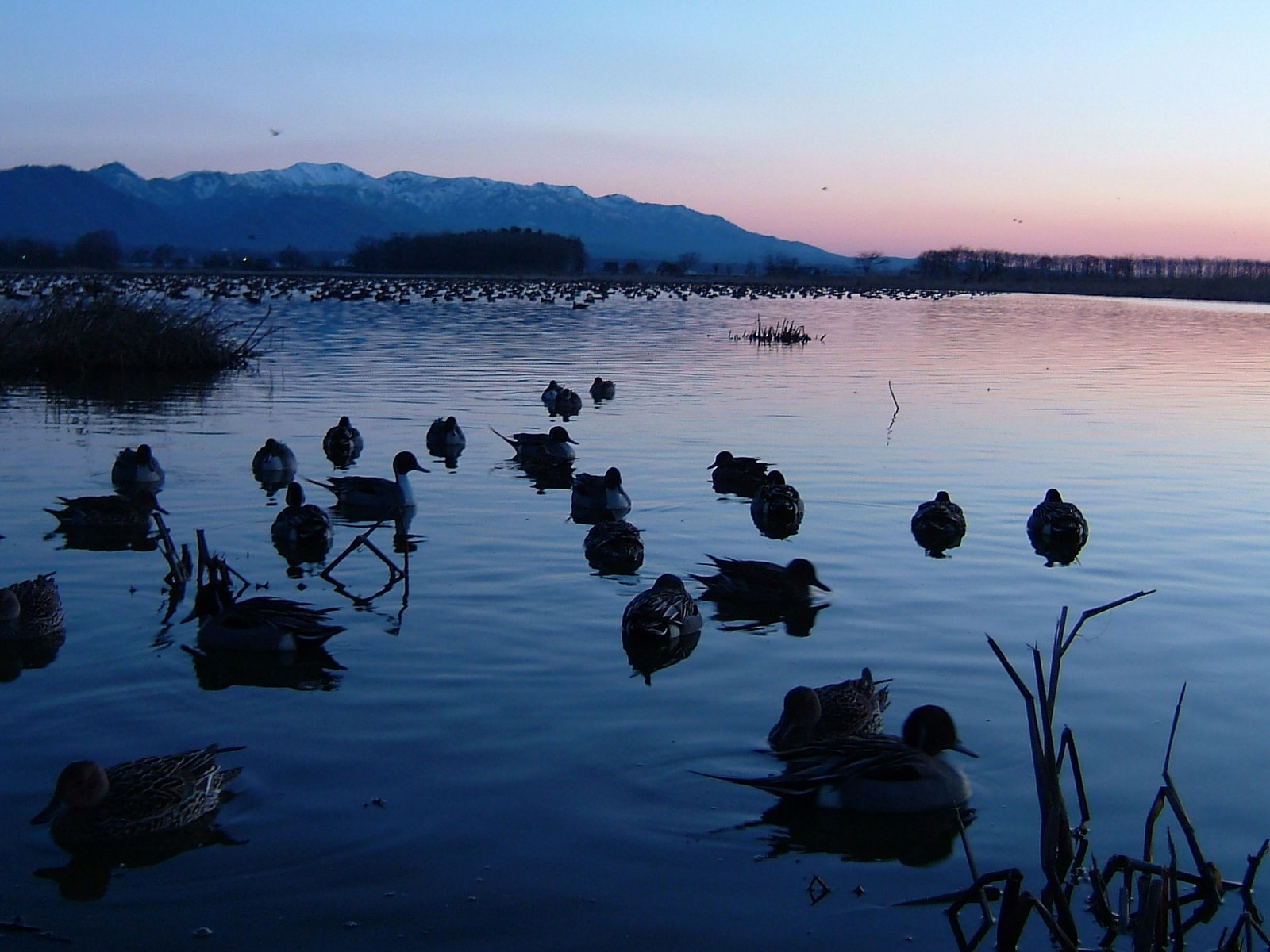
宮島沼 (2004年4月29日)

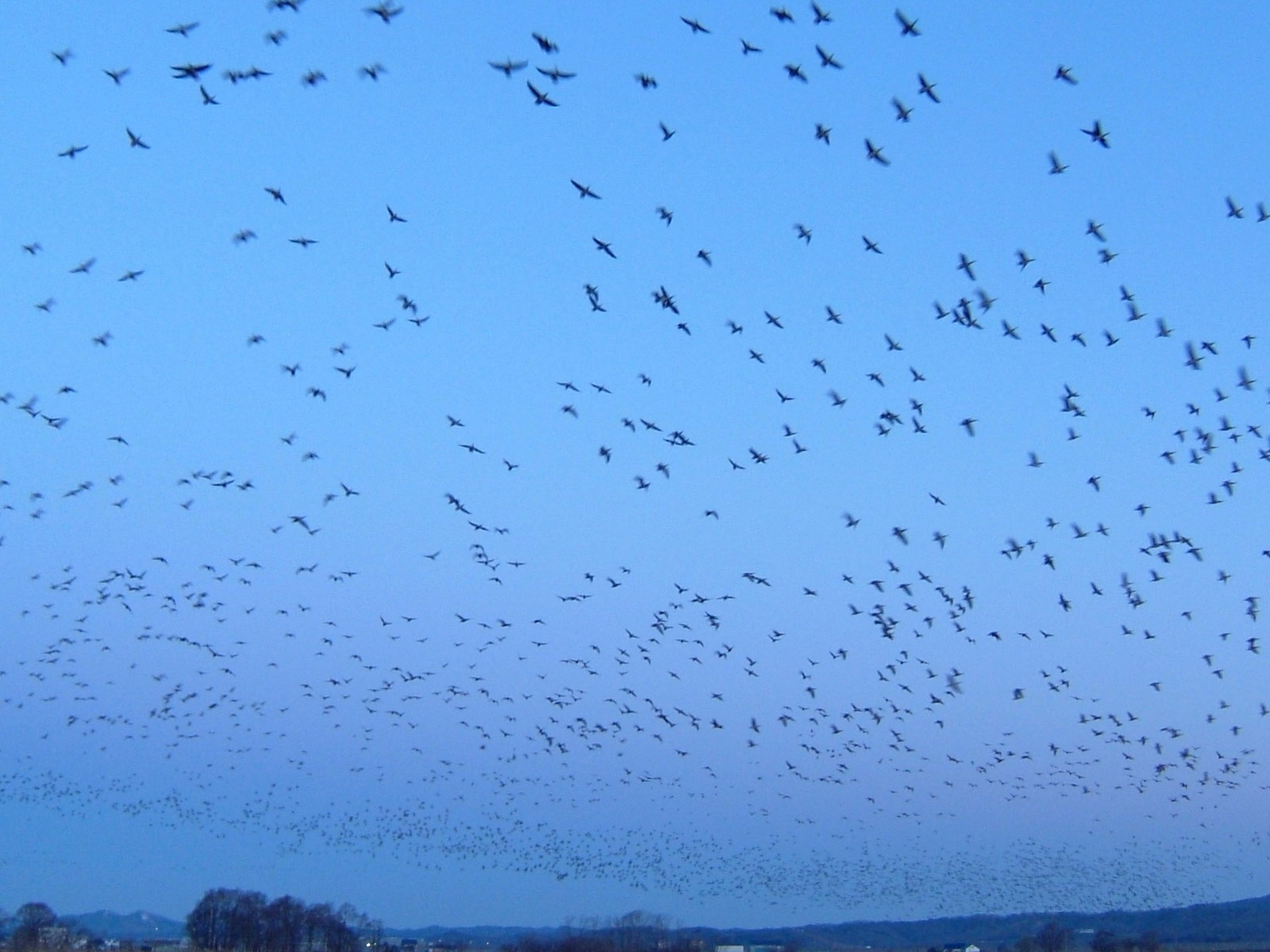
宮島沼 (2004年4月29日)

宮島沼（みやじまぬま）は、北海道美唄市大富に所在する沼。
日本国内で最北かつ最大のマガンの寄留地でもある。世界でも有数のマガンの飛来地として知られるほか、ヒシクイやコハクチョウなどの水鳥も飛来する。これらのことにより、国指定宮島沼鳥獣保護区（集団渡来地）に指定されている（面積は25ヘクタール、全域が特別保護地区）。また、2002年に日本で13番目のラムサール条約登録湿地ともなり、2015年には「生物多様性保全上重要な里地里山」（重要里地里山）に宮島沼および周辺湖沼群の農地として選定された。重要野鳥生息地（IBA）にも選定されている。